# Mikroregion CHOPOS
Mikroregion CHOPOS je dobrovolný svazek obcí podle zákona v okresu Benešov, jeho sídlem je Chotýšany a jeho cílem je celkový rozvoj mikroregionu a cestovního ruchu. Sdružuje celkem 20 obcí a byl založen v roce 1999.

## Obce sdružené v mikroregionu
- Chotýšany
- Postupice
- Popovice
- Struhařov
- Teplýšovice
- Soběhrdy
- Petroupim
- Ostředek
- Český Šternberk
- Divišov
- Drahňovice
- Vranov
- Třebešice
- Xaverov
- Vodslivy
- Bílkovice
- Kozmice
- Psáře
- Všechlapy
- Litichovice